# Telespiza
Telespiza es un género de aves paseriformes perteneciente a la familia Fringillidae son endémicas de Hawái.

## Especies
El género incluye dos especies:
- Telespiza cantans Wilson, 1890 - palila de Laysan;
- Telespiza ultima Bryan, 1917 - palila de Nihoa.